# Stary Cmentarz Jeniecki w Łambinowicach

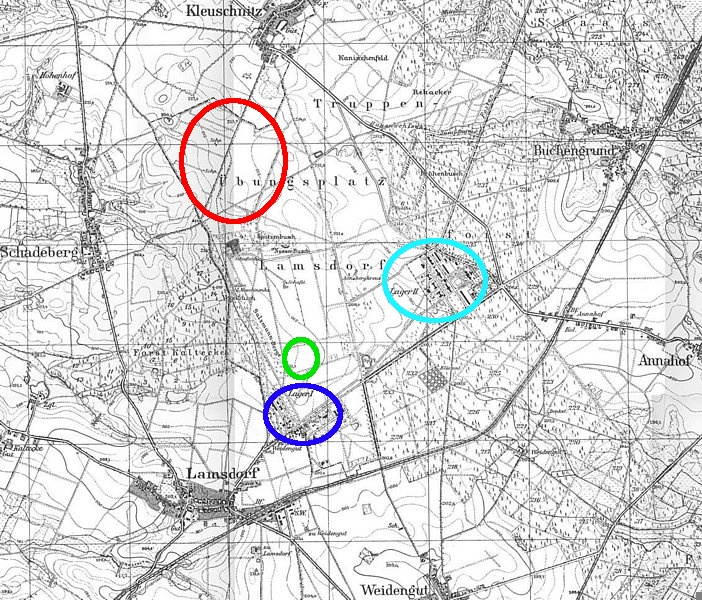
Lokalizacja Cmentarza na podkładzie mapy z lat 30. XX w.: wschodni skraj jasnoniebieskiego owalu

Stary Cmentarz Jeniecki w Łambinowicach – cmentarz zlokalizowany ok. 3,5 km na północny wschód od centrum wsi Łambinowice, w województwie opolskim, nieopodal (na zachód) zabudowań wsi Sowin.

Cmentarz założono podczas wojny francusko-pruskiej (1870-1871) z przeznaczeniem na pochówki zmarłych w zlokalizowanym w sąsiedztwie wsi (noszącej wówczas nazwę Lamsdorf) obozie jenieckim dla pojmanych do niewoli żołnierzy armii francuskiej. W roku 1870 i 1871 pochowano na tym cmentarzu łącznie 52 zmarłych w obozie jeńców. Pośrodku kwatery z ich grobami Francuzi ufundowali później duży krzyż pamiątkowy z marmuru. Pomnik ten wykonał kamieniarz F. Stenzel ze wsi Morów (gmina Nysa, niem. Mohrau bei Neisse). Na cokole pomnika umieszczono inskrypcję po francusku i po łacinie treści (w wolnym tłumaczeniu):

Pamięci żołnierzy francuskich, zmarłych w latach 1870-1871.
Do lepszej, niebieskiej ojczyzny podążają. List św. Pawła Apostoła do Hebrajczyków, rozdział 11, werset 16 [...]
Wystawiony przez rodaków.

W późniejszym okresie w sąsiednich kwaterach grzebano żołnierzy, oficerów i cywilnych pracowników wojska (w tym także kobiety, np. sanitariuszki), służących w rejonie okolicznego poligonu wojskowego 

Podczas I wojny światowej w Lamsdorf ponownie utworzony został kompleks obozów jenieckich dla żołnierzy państw ententy. W związku z tym pojawiła się potrzeba grzebania zmarłych w nim jeńców i w naturalny sposób przeznaczono na ten cel terenów sąsiadujących z istniejącym już cmentarzem. Kompleks cmentarny rozrósł się w kierunku zachodnim i południowo-zachodnim, do likwidacji kompleksu obozowego (co nastąpiło w 1919) przybyło w sumie około 7 tysięcy nowych grobów. Postawiono też kilka pomników poświęconych zmarłym jeńcom, m.in. Serbom (ten pomnik, jedyny figuralny na tym cmentarzu, postawiony został jako pierwszy, jeszcze w 1917 i zawiera inskrypcje po serbsku i po niemiecku), Rosjanom, Brytyjczykom i Włochom. Pomnik ufundowany przez Rosjan zawiera inskrypcje 

Zmarłym w ciężkiej niewoli towarzyszom
rosyjscy jeńcy Lamsdorf
pogrzebanym tutaj 3751 Rosjanom

 w językach: rosyjskim, niemieckim, polskim, francuskim, hebrajskim i arabskim. Na szczycie obelisku pierwotnie znajdował się dwugłowy carski orzeł stojący na kuli. Do czasów współczesnych orzeł się już nie zachował i cokół zwieńczony jest tylko kamienną kulą.
Na Starym Cmentarzu Jenieckim znajduje się także ustawiony już po zakończeniu I wojny światowej pomnik poświęcony wszystkim jej ofiarom, a także osobny pomnik żołnierzy pruskich i niemieckich, na którego cokole widnieje wizerunek Krzyża Rycerskiego.
W okresie dwudziestolecia międzywojennego obok jenieckich grobów pochowano kilkudziesięciu niemieckich imigrantów (w tym dzieci) z terenów włączonych do Polski. Pochowano tu także inne osoby, m.in. (w marcu 1937) jednego z miejscowych nadinspektorów.
Podczas II wojny światowej na ok. 4,5-hektarowym cmentarzu znów rozpoczęto grzebanie jeńców - żołnierzy koalicji antyhitlerowskiej. Po wojnie większość zwłok jeńców brytyjskich ekshumowano i wywieziono ich do kraju oraz na cmentarze centralne (np. do Krakowa). Pochówek na cmentarzu zakończono w 1945.
Obecnie Stary Cmentarz jest częścią dużego kompleksu, skupiającego ślady i pozostałości istniejących niegdyś w okolicach wsi obiektów, określanego wspólną nazwą Miejsce Pamięci Narodowej w Łambinowicach.

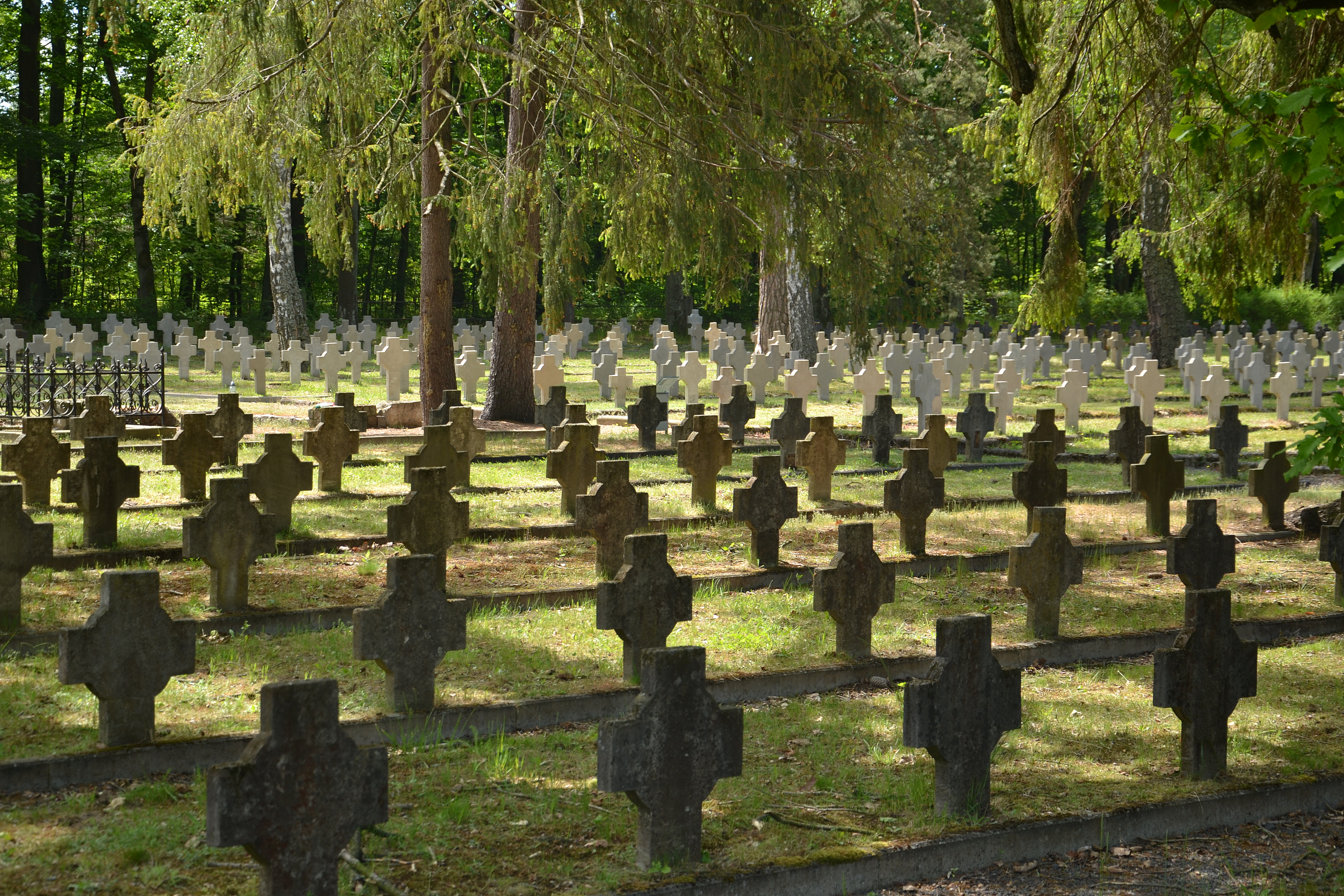
Rzędy grobów na cmentarzu
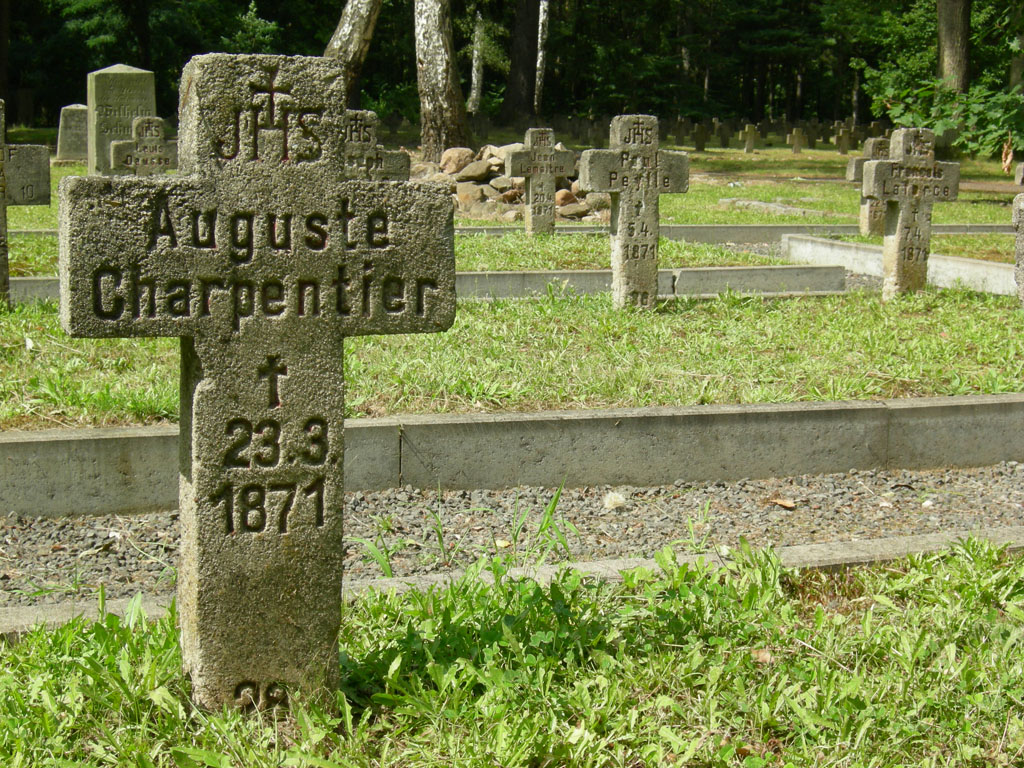
groby z czasów wojny 1870-71
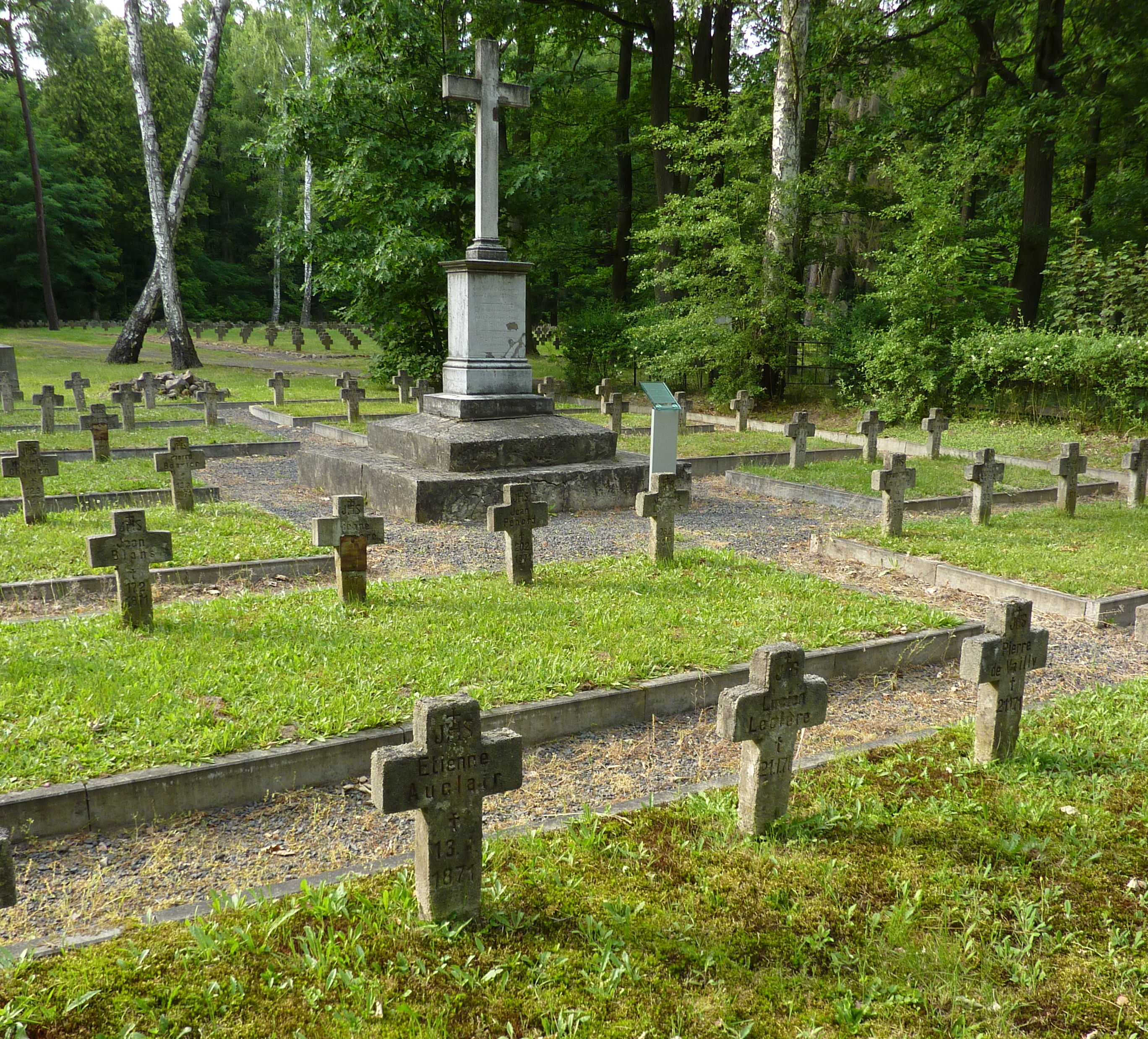
kwatera francuska z 1871
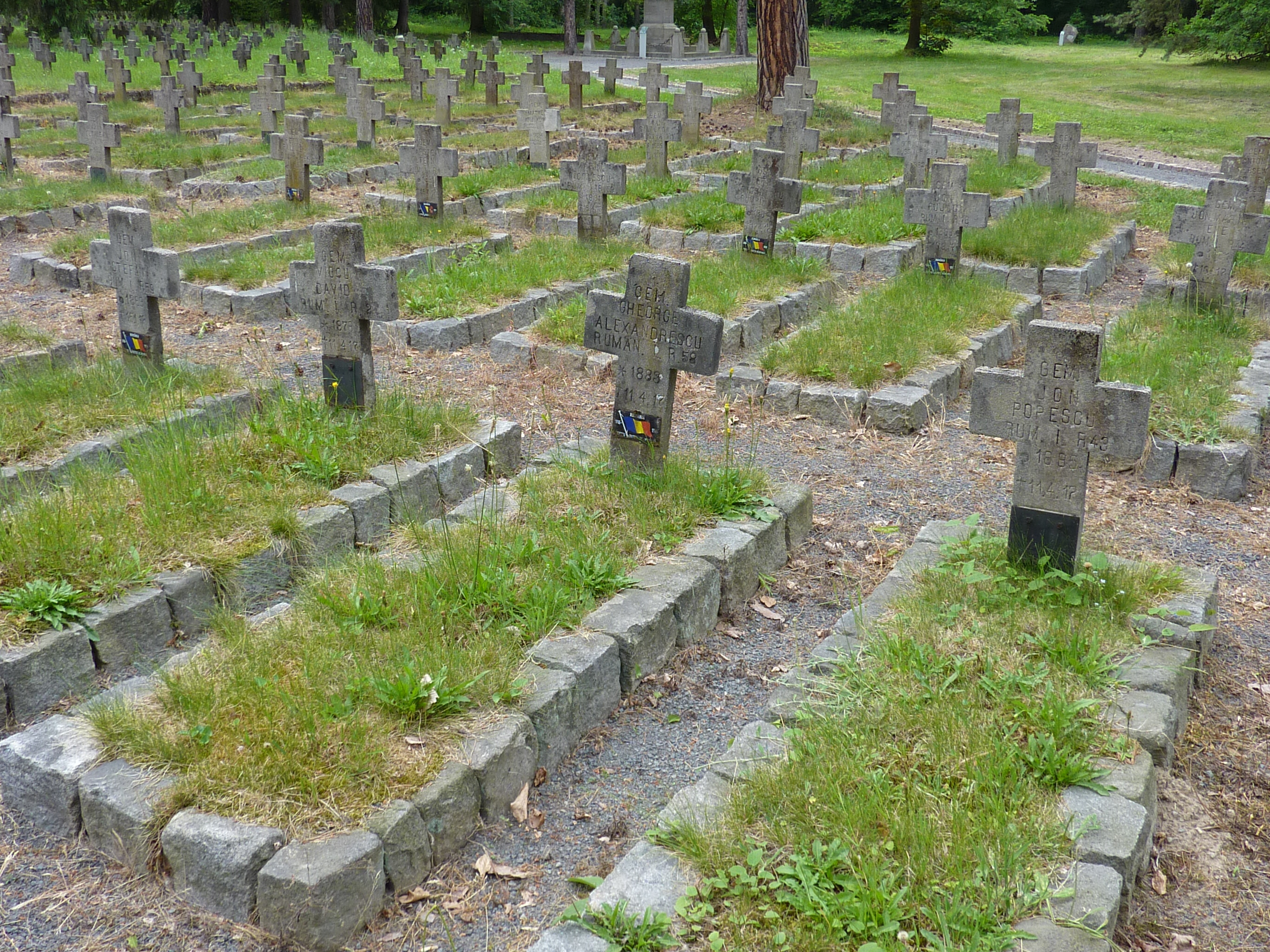
kwatera rumuńska 1916-1919
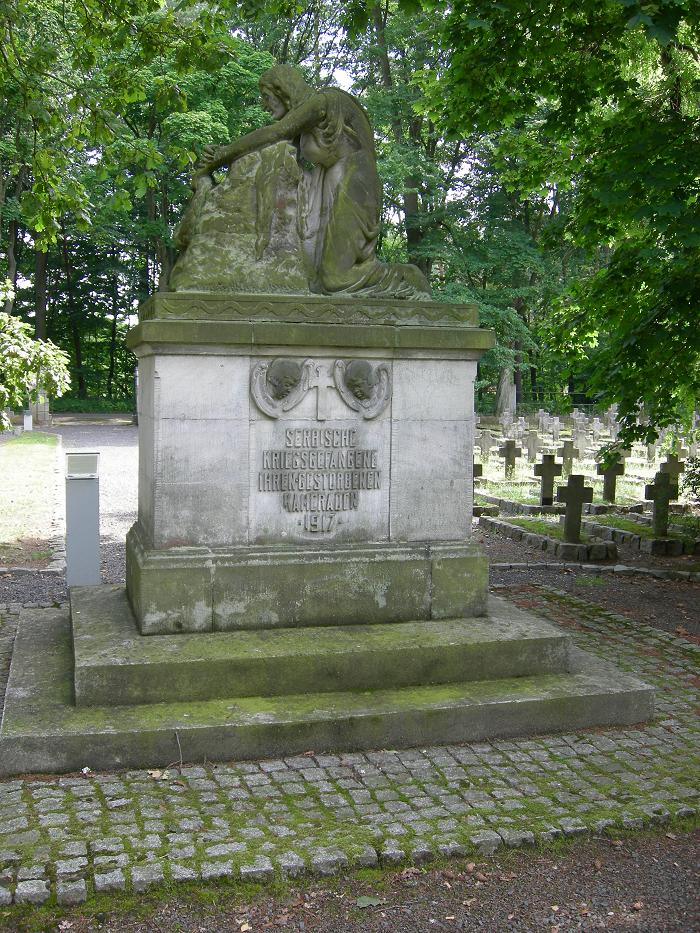
pomnik jeńców serbskich
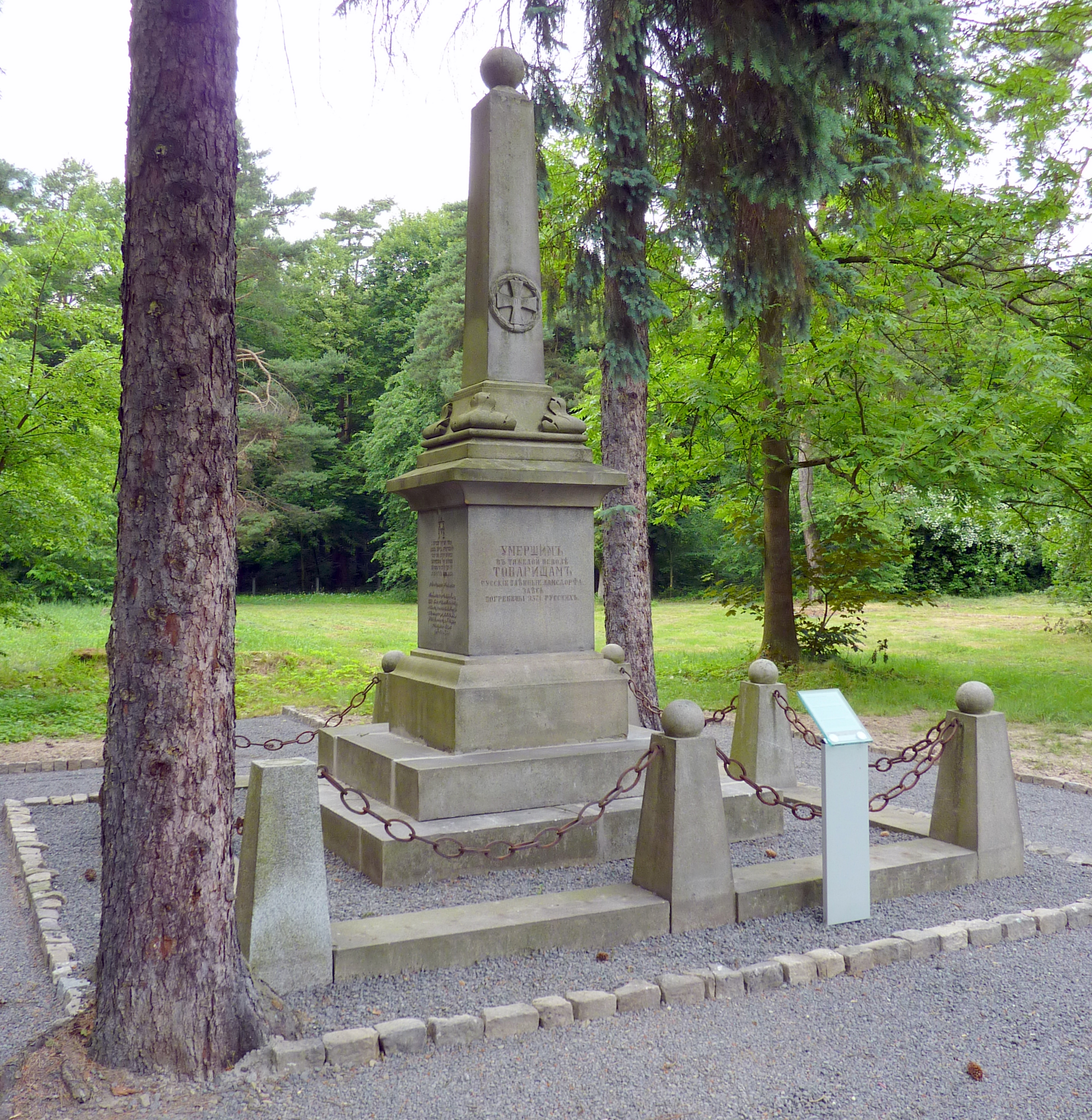
pomnik jeńców rosyjskich
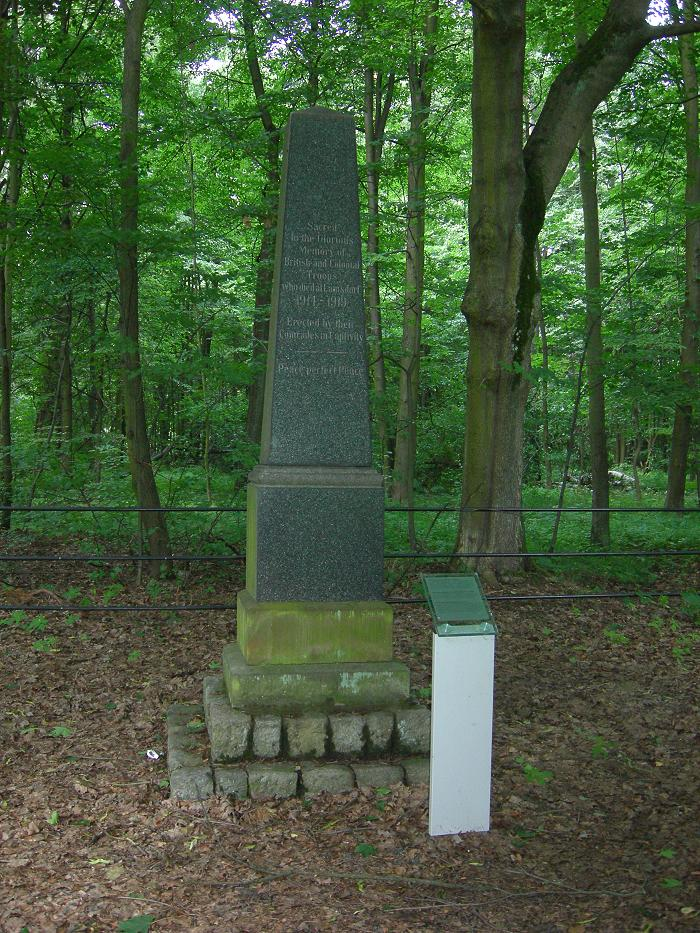
pomnik jeńców brytyjskich
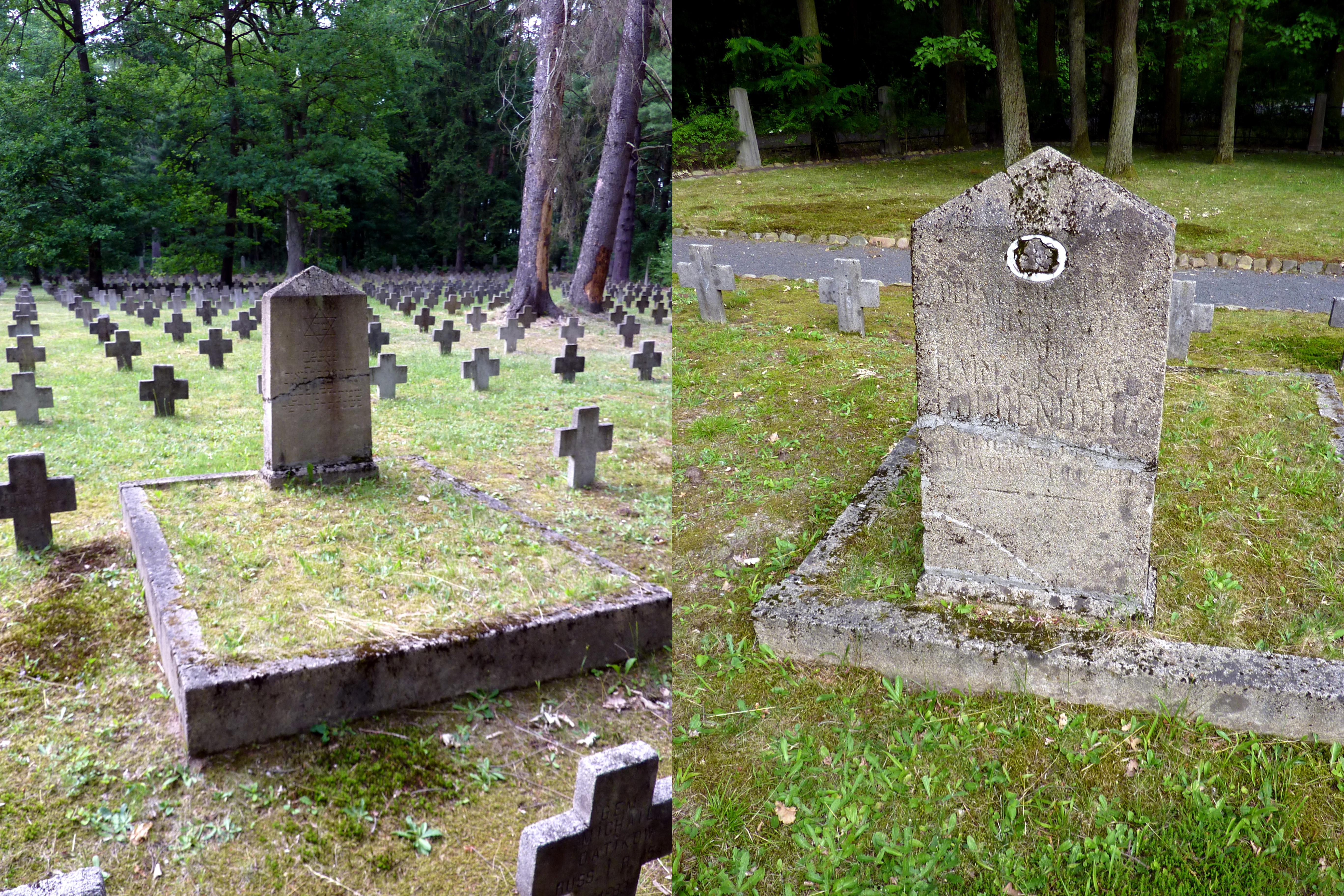
żydowska macewa
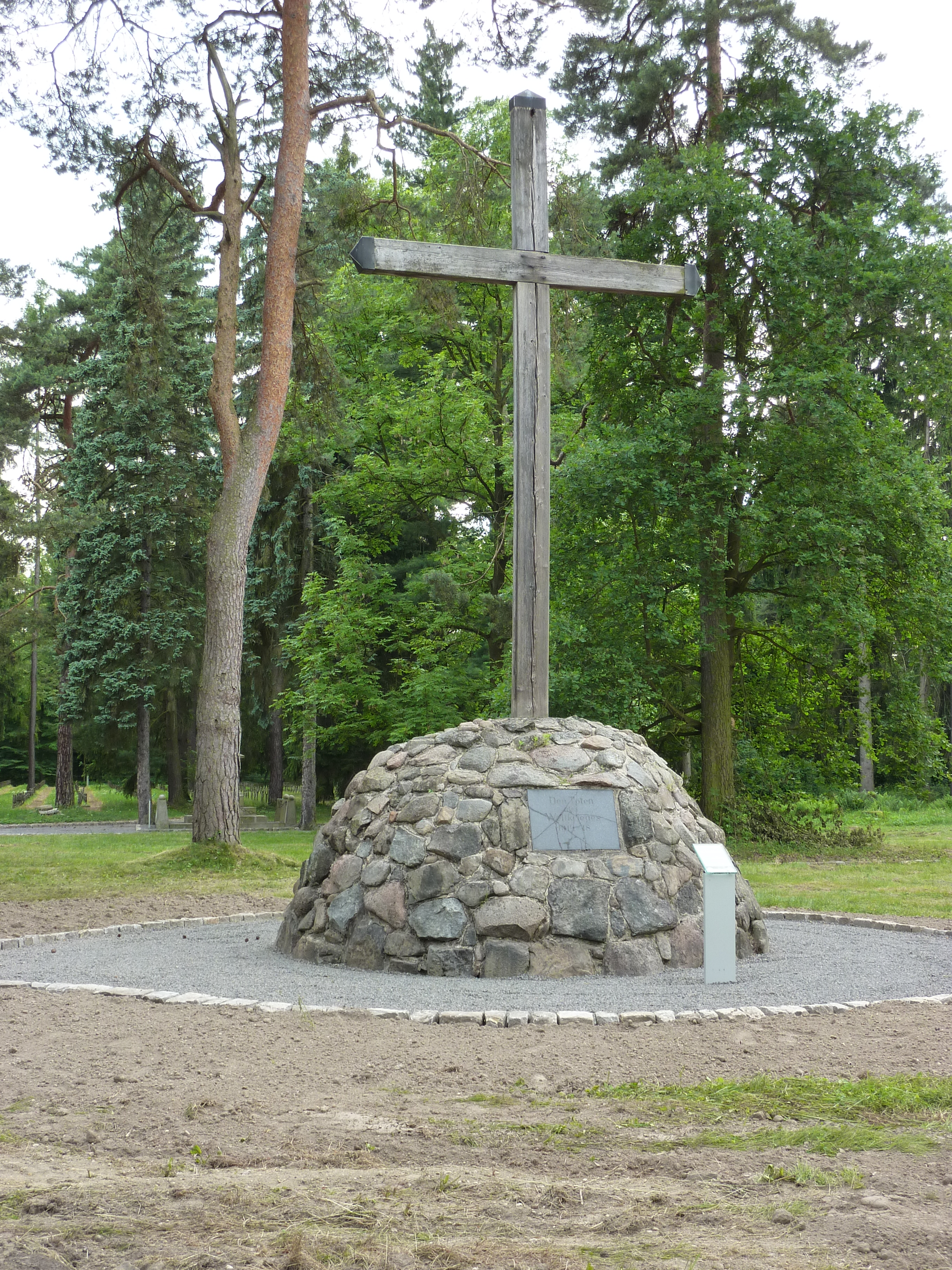
pomnik ofiar I wojny św.
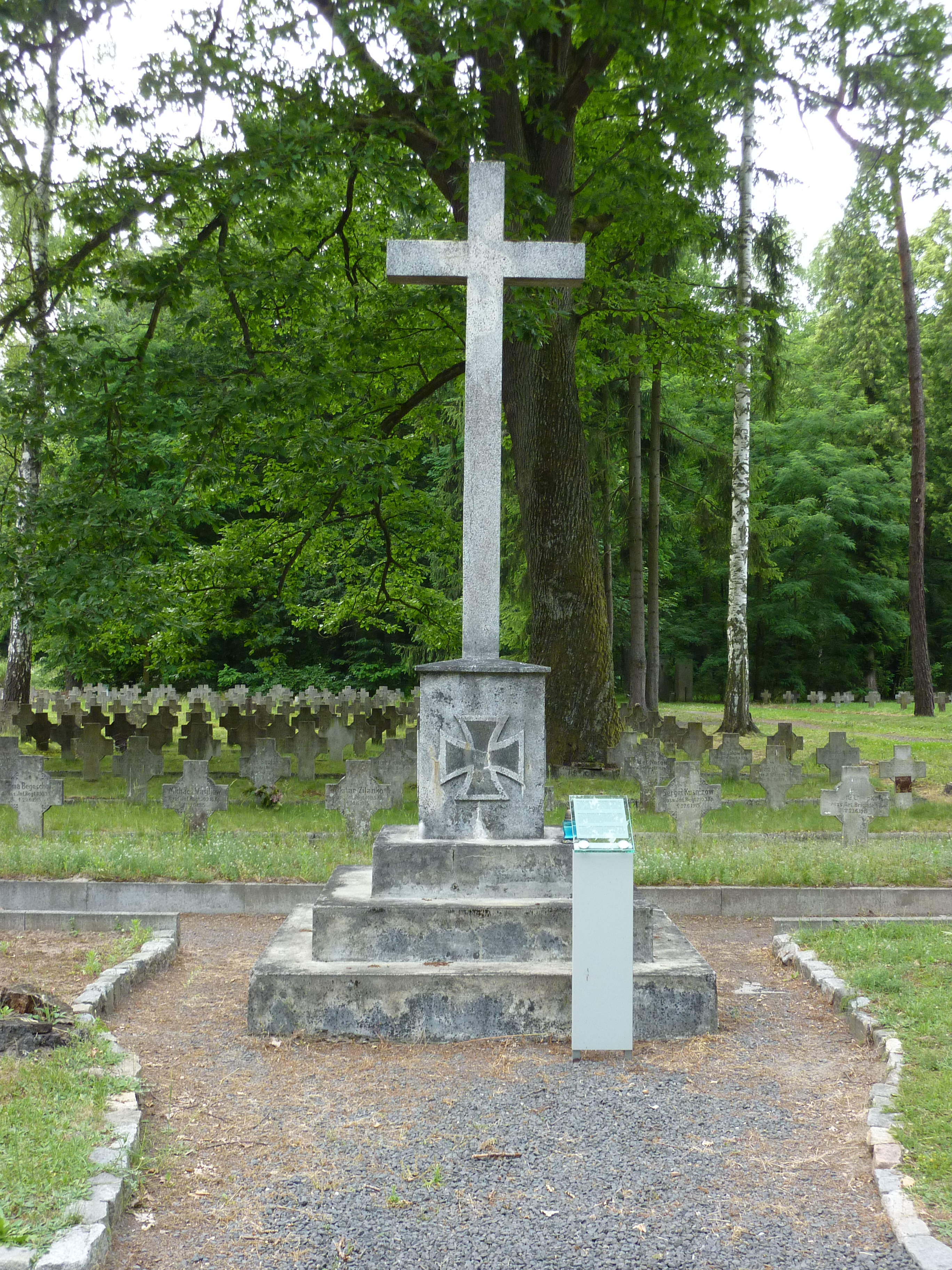
pomnik poświęcony Niemcom